# Михајло Јанковић Инајет
Михајло Јанковић (Лесковац, 1858 − Лесковац, 7. октобар 1930) је био један од пионира лесковачке индустрије.

## Биографија
Родио се у Лесковцу 1858. године, у трговачкој породици. Као дечак од 14 година остао је без родитеља и ступио у службу Глигорија Јовановића. За рачун свога газде, у почетку само са њим, путовао је често по Србији и Бугарској, као и остали лесквачки трговци, и пре ослобођења Јужног Поморавља. После седмогодишње службе постао је самосталан трговац и оженио се Јевросимом – Роском, ћерком Косте Илића Мумџије.
Михајло је у Бугарској добро упознао производњу гајтана и сукна, и када је доцније дошао у незавидан положај да гајтан набавља путем кријумчарења или заобилазно преко Трста, успео је да наговори свога таста Косту Илића да један део свога капитала уложи у подизање друге лесковачке гајтанаре у Козару. Он је убедио свога таста и у то да треба своје синове да да на школовање. Темпераментан и склон потпуној самосталности,
Михајло је после годину дана иступио из ортаклука са својим тастом и осталима, па 1893. године купио у Грделици једну воденицу и ту подигао млин и фабрику гајтана (1894), трећу по реду у лесковачком крају. 1904. г. Он је ову фабрику продао Глигорију Јовановићу и Милану А. Поповићу, с тим да и сам буде ортак у истој, али му је право на то још одмах било оспорено. Према једном податку, Мика је 1905. године у Лесковцу подигао прву фабрику памучних тканина с полумеханичким разбојима и после двогодишњег рада пренео је у Ниш.
Михајло Инајет умро је 7. октобра 1930. г. Оставио је 6 синова, који су се бавили трговином, и три кћери.